# Афшин
Афшин (тур. Afşin) — город и район в провинции Кахраманмараш (Турция).

## История
Люди жили здесь ещё за 3 тысячи лет до нашей эры. В древнегреческие времена здесь существовал город Арабиссос. Впоследствии он носил имена Эфсус и Ярпуз, а с 1944 года называется Афшин.